# Nothopegia heyneana
Nothopegia heyneana là một loài thực vật thuộc họ Anacardiaceae. Đây là loài đặc hữu của Ấn Độ.